# Eugenia Greinert
Eugenia Greinert (ur. 5 marca 1914 w Płocku, zm. 31 lipca 1997 w Vancouver, Kanada) – polska i kanadyjska malarka.

## Życiorys
Studiowała malarstwo u prof. Tadeusza Pruszkowskiego w warszawskiej Szkole Sztuk Pięknych, ukończyła ją z wyróżnieniem w 1937. Do wybuchu II wojny światowej prowadziła na Zamku Królewskim studio, gdzie tworzyła portrety polityków i osób publicznych oraz miniatury na płytkach z kości słoniowej. Po upadku powstania warszawskiego została uwięziona na terenie Niemiec, a po zakończeniu wojny wyjechała do Paryża. W 1947 wyjechała do Kanady na dwuletni kontrakt jako pomoc domowa w polskiej parafii w Saskatchewan, w wolnym czasie tworzyła obrazy dla kościoła parafialnego. Po zakończeniu kontraktu wyjechała do Winnipeg, gdzie przyjęła zamówienie na stworzenie portretów członków parlamentu Manitoby. Kolejne zamówienie pochodziło z Calgary, po jego realizacji na krótko otworzyła studio malarskie w Edmonton, w 1951 przeniosła się do Ottawy, a trzy lata później na stałe osiedliła się w Vancouver.      